# Nemzetközi Elektrotechnikai Bizottság
A Nemzetközi Elektrotechnikai Bizottság (angolul: International Electrotechnical Commission, IEC) 1906. június 26-án Londonban alapult nemzetközi szabványügyi szervezet, amelynek feladata a villamossági, elektronikai és kapcsolódó technológiai szabványok kidolgozása, jóváhagyása és közzététele nemzetközi szinten. A szervezet székhelye a svájci Genfben található. A legfelsőbb szervezeti egysége a Tanács, amelyben összesen 88 nemzeti elektrotechnikai bizottság képviselteti magát, melyből a 2021-es állapot szerint 62 tag és 26 a társult tag.
Az IEC kezdetben elsősorban a villamos biztonság kérdéseivel foglalkozott, de idővel egyre nagyobb teret kapott az elektronika és a kapcsolódó technológiák. A szervezetnek több mint 6000 publikációja van.

## A tanács tagjai
Az IEC tagtestületei nem a nemzeti szabványosító szervezetek, hanem a nemzeti elektrotechnikai bizottságok, de több országban ezek a nemzeti szabványosító szervezeten belül működnek. Ezen Tanács (angolul: Council határozza meg az bizottság napi politikáját, valamint hosszú távra szóló stratégiáját és pénzügyi céljait.

### Tagok
- Algéria
- Amerikai Egyesült Államok
- Argentína
- Ausztria
- Ausztrália
- Belgium
- Brazília
- Bulgária
- Chile
- Csehország
- Dánia
- Dél-afrikai Köztársaság
- Dél-Korea
- Egyesült Arab Emírségek
- Egyiptom
- Fehéroroszország
- Finnország
- Franciaország
- Fülöp-szigetek
- Görögország
- Hollandia
- Horvátország
- India
- Indonézia
- Irak
- Irán
- Izrael
- Japán
- Kanada
- Katar
- Kolumbia
- Kuvait
- Kína
- Lengyelország
- Luxemburg
- Líbia
- Magyarország
- Malajzia
- Mexikó
- Egyesült Királyság
- Nigéria
- Norvégia
- Németország
- Olaszország
- Omán
- Oroszország
- Pakisztán
- Peru
- Portugália
- Románia
- Spanyolország
- Svájc
- Svédország
- Szaúd-Arábia
- Szerbia
- Szingapúr
- Szlovákia
- Szlovénia
- Thaiföld
- Törökország
- Ukrajna
- Írország
- Új-Zéland

### Társult tagok
- Albánia
- Bahrein
- Banglades
- Bosznia-Hercegovina
- Ciprus
- Etiópia
- Ghána
- Grúzia
- Izland
- Jordánia
- Kazahsztán
- Kenya
- Kuba
- Lettország
- Litvánia
- Marokkó
- Moldova
- Montenegró
- Málta
- Srí Lanka
- Tunézia
- Uganda
- Vietnám
- Észak-Korea
- Észak-Macedónia
- Észtország

## Szervezeti felépítés
Az IEC legfelső szerve a Tanács, amelyben a tagországok nemzeti elektrotechnikai bizottságai képviseltetik magukat. A szabványosítási feladatokat alapvetően három szervezeti egység osztja meg egymás között.

### Szabványosításirányító Testület
A Szabványosításirányító Testület (angolul: Standardization Management Board, SMB) felel a szervezet szabványosítási munkáinak felügyeletéért, beleértve a műszaki bizottságok létrehozását, megszüntetését, illetve hatáskörének meghatározását. Továbbá deklarálja a szabványok kidolgozási idejét és felügyeli annak betartatását.

### Piaci Stratégia Testület
A Piaci Stratégia Testület (angolul: Market Strategy Board, MSB) figyeli a piaci igényeket és a technológiai változásokat, meghatározza a prioritásokat. Jelentéseit a Tanácsi Testületnek küldi el.

### Megfelelőségértékelési Testület
A Megfelelőségértékelési Testület (angolul: Conformity Assessment Board, CAB) a szervezet termékmegfelelőséghez kötődő tevékenységek irányítása.
Jelentősebb szervei:
- IECEE: A feladata a villamos termékek minőségértékelése.
- IECEx: A feladata a robbanásbiztos berendezések minősítése.
- IECQ: A feladata az elektronikus alkatrészek minősítése.
- IECRE: A feladata a megújuló energia előállításával kapcsolatos berendezések minősítése.

## Szabványok
Az IEC szorosan együttműködik a Nemzetközi Szabványügyi Szervezettel (angolul: International Organization for Standardization, ISO) és a Nemzetközi Távközlési Egyesülettel (angolul: International Telecommunication Union, ITU). Ezen kívül kooperál számos jelentős szabványfejlesztő szervezettel, mint az IEEE (angolul: Institute of Electrical and Electronics Engineers), amellyel 2002-ben megállapodást kötött a szabványaik harmonizálásáról, majd ezt a megállapodást 2008-ban kiterjesztették, aminek értelmében a két szervezet együtt és párhuzamosan vesz részt a szabványok kidolgozásában is.
Hasonló megegyezések születettek az Európai Elektrotechnikai Szabványügyi Bizottsággal (angolul: European Committee for Electrotechnical Standardization, CENELEC), 1991-ben, majd 1996-ban a Drezdai Egyezményben megfogalmazva, végül pedig az együttműködést még szorosabbra fogták az IEC 80. közgyűlése keretein belül megkötött Frankfurti Egyezménnyel.
Az Nemzetközi Elektrotechnikai Bizottság önállóan fejlesztett szabványait az IEC rövidítés és az azt szóközzel követő szám jelöli. 1997-től az IEC szabványjelölésben annyi változást történt, hogy a számozáshoz hozzáadnak 60 000-et, így a korábban IEC 27 jelölést viselő szabvány az IEC 60027 jelölést kapta (ennek a szabványnak a tárgya az „Elektrotechnikában használt betűjelek”). A szabvány jelöléséhez kötőjellel kapcsolódhat egy szám, amennyiben a téma több részre van osztva. Az IEC 60027-1 például az adott szabvány első része, ami jelen esetben az általános részt foglalja magában. A szabványok módosításakor a jelölés kiegészül egy kettőspontot követő évszámmal, ami a módosítás évét jelöli. Az IEC 60027-2:2009 a szabvány második részének negyedik kiadása, amely rész címe „Távközlés és elektronika”. Az ISO szervezetnek van egy hasonló témakört felölelő szabványa ISO 31 jelöléssel, a két szervezet pedig közösen készíti el a két külön fejlesztett leírás harmonizációját az ISO 80000 jelű szabványba.
Léteznek olyan szabványjelölések is, mint amilyen az ISO/IEC 27001 „Információbiztonsági szabvány”, amelyet a két szervezet közösen tesz közzé.